# العالم سنة 2000 (فلم)
العالم سنة 2000 فيلم عربي إنتاج سوري-مصري مشترك، صدر في العام 1972، من إخراج أحمد فؤاد.

## قصة الفيلم
يشعر الشاب بأنه غير قادر على الزواج من حبيبته الثرية، فهو لا يملك سوى قسط ضئيل من المهر المناسب لها، يدفع والد الفتاة بابنته للزواج من شاب ثرى ربما يصدم الحبيب، الذي يحاول استخدام المهارات العلمية لدى اخيه، يقوم هذا الأخ باسقاط أشعة عليه، فيصبح في حجم عقلة الأصبع، ويبدأ في مضايقة الزوج، ثم يكتشف عالم الفقراء المساكين والأغنياء، فيأخذ من غير المزكى ليعطى المحتاجين، وبعد حين ينجح في إبعاد حبيبته عن زوجها، يعود الوان إلى حالته الطبيعية. يطارده الزوج فيقرر أن يقوم أخوه بتصغيره وتصغير حبيبته إلى الأبد.

## بطولة
- حسن يوسف
- سهير رمزي
- نجاح حفيظ
- منى واصف
- أديب قدورة
- نجوى فؤاد
- زياد مولوي
- مها الصالح
- عبد اللطيف فتحي
- هاني شاهين
- أحمد عداس
- ياسين أرناؤوط
- صلاح قصاص
- يوسف شويري
- محمد العقاد
- شارلوت رشدي
- أديب شحادة

## فريق العمل[2]
- قصة وسيناريو وحوار: علي الزرقاني
- إخراج: أحمد فؤاد
- إنتاج: محمد الرواس. دمشق
- تصوير: محمد الرواس
- مونتاج: مروان عكاوي
- مهندس صوت: زهير فهمي
- مساعد المخرج: شريف حمودة وبشير صافية